# 戴栩
戴栩（?—?），字文子，一說字立子。永嘉（今浙江溫州）人。
戴溪之族子。早年從學於葉適，與吴子良同學。嘉定元年（1208）進士。十六年，以監草料場門檢點試卷。歷官太學錄、通判信州。淳祐四年（1244）授秘書郎，出知臨江軍，不赴。又复起任湖南安撫司參議官。終官太常博士。
工於诗，与永嘉四灵相近。史弥远当权时，尝献诗谀颂，胡梦昱因忤史而远谪，又赠诗惋惜。著有《浣川集》十八卷，已佚，清初四庫館臣自《永樂大典》輯出十卷。